# 1205
| [ Edytuj tabelę ]                 |                                                         |
| Książę Małopolski                 | - 1202 Leszek Biały 1210                                |
| Książę Wielkopolski               | - 1202 Władysław III Laskonogi 1229                     |
| Król Angkoru                      | - 1181 Dżajawarman VII 1218                             |
| Król Anglii                       | - 1199 Jan bez Ziemi 1216                               |
| Król Aragonii i hrabia Barcelony  | - 1196 Piotr II Katolicki 1213                          |
| Książę Bawarii                    | - 1183 Ludwik I 1231                                    |
| Margrabia Brandenburgii           | - 1184 Otto II 1205 - 1205 Albrecht II 1220             |
| Książę Burgundii                  | - 1192 Eudes III 1218                                   |
| Cesarz Bizancjum                  | - 1204 Teodor I Laskarys 1222                           |
| Car Bułgarii                      | - 1197 Kałojan 1207                                     |
| Cesarz Chin                       | - 1194 Song Ningzong 1224                               |
| Król Cypru                        | - 1194 Amalryk II 1205 - 1205 Hugo I 1218               |
| Król Czech                        | - 1198 Przemysł Ottokar I 1230                          |
| Król Danii                        | - 1202 Waldemar II Zwycięski 1241                       |
| Władca Egiptu                     | - 1199 Al-Adil 1218                                     |
| Cesarz Etiopii                    | - 1189 Gebre Meskel 1229                                |
| Król Francji                      | - 1180 Filip II August 1223                             |
| Król Gruzji                       | - 1184 Tamara 1213                                      |
| Cesarz Japonii                    | - 1198 Tsuchimikado 1210                                |
| Kalif                             | - 1180 An-Nasir 1225                                    |
| Król Kastylii                     | - 1158 Alfons VIII Szlachetny 1214                      |
| Patriarcha Konstantynopola        | - 1198 Jan X Kamateros 1206                             |
| Władca Korei                      | - 1204 Hŭijong 1211                                     |
| Król Leónu                        | - 1188 Alfons IX 1230                                   |
| Cesarz Łaciński                   | - 1204 Baldwin I 1205 - 1205 Henryk Flandryjski 1216    |
| Kalif Maroka                      | - 1199 Muhammad an-Nasir 1213                           |
| Król Nawarry                      | - 1194 Sanczo VII 1234                                  |
| Król Norwegii                     | - 1204 Inge II Baardsson 1217                           |
| Hrabia Palatynatu                 | - 1195 Henryk V z Welf 1211                             |
| Papież                            | - 1198 Innocenty III 1216                               |
| Król Portugalii                   | - 1185 Sancho I 1211                                    |
| Sułtan Rumu                       | - 1204 Kilidż Arslan III 1205 - 1205 Kaj Chusrau I 1211 |
| Książę Rusi halickiej             | - 1199 Roman I 1206                                     |
| Książę Saksonii                   | - 1180 Bernard III 1212                                 |
| Król Szkocji                      | - 1165 Wilhelm I 1214                                   |
| Król Szwecji                      | - 1196 Swerker II Młodszy 1208                          |
| Doża Wenecji                      | - 1192 Enrico Dandolo 1205 - 1205 Pietro Ziani 1229     |
| Król Węgier                       | - 1204 Władysław III 1205 - 1205 Andrzej II 1235        |
| Wielki mistrz zakonu krzyżackiego | - 1200 Otto von Kerpen 1208                             |

Rok 1205 / MCCV
stulecia: XII wiek ~
XIII wiek ~
XIV wiek

lata: 1195 «
1200 «
1201 «
1202 «
1203 «
1204 «
1205
» 1206
» 1207
» 1208
» 1209
» 1210
» 1215

## Wydarzenia w Polsce
- 19 czerwca – zwycięstwo pod Zawichostem wojsk książąt polskich Leszka Białego i Konrada I nad siłami księstwa halickiego; śmierć księcia Halicza Romana.

## Wydarzenia na świecie
- 6 stycznia – Filip Szwabski został koronowany na króla Niemiec.
- 14 kwietnia – car bułgarski Kałojan pobił pod Adrianopolem wojska Cesarstwa Łacińskiego dowodzone przez Baldwina I[1].
- 29 maja – Andrzej II został koronowany na króla Węgier.

## Urodzili się
- Batu-chan, władca mongolski, wnuk Czyngis-chana, założyciel Złotej Ordy (zm. 1255)
- ok. – bł. Jan z Vercelli, włoski dominikanin, generał zakonu (zm. 1283)

## Zmarli
- 1 kwietnia – Amalryk II de Lusignan, król Cypru i król Jerozolimy (ur. 1145)
- 7 maja – Władysław III, król Węgier od 1204 (ur. 1201)
- 19 czerwca – Roman Halicki (ukr. Роман Мстиславич), książę Nowogrodu Wielkiego, książę włodzimiersko-wołyński, książę halicko-włodzimierski (ur. między 1155 a 1162)
- 21 czerwca – Enrico Dandolo, doża Wenecji (ur. ok. 1107)
- 4 lipca – Otton II, margrabia Brandenburgii (ur. ok. 1147)
- 2 sierpnia – Joanna z Azy, matka św. Dominika Guzmána, błogosławiona katolicka (ur. ok. 1135)
- data dzienna nieznana :
  - Aleksy V Murzuflos, cesarz bizantyjski (ur. XII w)
  - Izabela Jerozolimska, królowa Jerozolimy (ur. 1170)